# فلوريد الزرنيخ الثلاثي
فلوريد الزرنيخ الثلاثي (أو ثلاثي فلوريد الزرنيخ) هو مركب كيميائي صيغته AsF3، ويوجد في الشروط القياسية على شكل سائل عديم اللون.
ينتمي المركب إلى مجموعة الفلوريدات، وهو سام مثل باقي مركبات الزرنيخ اللاعضوية.

## التحضير
يحضر المركب من تفاعل ثلاثي أكسيد الزرنيخ مع فلوريد الهيدروجين:
{\displaystyle {\ce {6HF + As2O3 -> 2AsF3 + 3H2O}}}
أو مع حمض الفلوروكبريتيك:
{\displaystyle \mathrm {2\ As_{2}O_{3}+6\ HSO_{3}F\longrightarrow 2\ AsF_{3}+SO_{3}+3\ H_{2}SO_{4}+As_{2}O(SO_{4})_{2}} }

## الخواص
يوجد المركب في الشروط القياسية على شكل سائل عديم اللون، وهو يتحلمه عند التماس مع الماء؛ لكننه يمتزج مع المذيبات العضوية مثل الإيثانول والبنزين وثنائي إيثيل الإيثر.
للمركب بنية جزيئية هرمية في الطور الغازي، والتي تلاحظ أيضاً في الطور الصلب. يبلغ طول الرابطة As-F مقدار 170.6 بيكومتر، في حين أن زاوية الرابطة F-As-F تبلغ 96.2°.

## الاستخدامات
يستخدم فلوريد الزرنيخ الثلاثي في فلورة الكلوريدات اللافلزية، ولكنه أقل فعالية في هذا الصدد من ثلاثي فلوريد الإثمد SbF3.

## المخاطر
إن مركب فلوريد الزرنيخ الثلاثي سام جداً ومسرطن.